# Baccaurea multiflora
Baccaurea multiflora là một loài thực vật có hoa trong họ Diệp hạ châu. Loài này được Burck ex J.J.Sm. mô tả khoa học đầu tiên năm 1910.